# لیکوی کاپوچینی
لیکوی کاپوچینی (نام علمی: Turdoides atripennis) یک گونه از پرندگان از خانواده توکایان خندان (Leiothrichidae) است.
در بنین، کامرون، جمهوری آفریقای مرکزی، جمهوری دموکراتیک کنگو، ساحل عاج، گامبیا، غنا، گینه، گینه بیسائو، لیبریا، مالی، نیجریه، سنگال، سیرالئون، توگو و اوگاندا یافت می‌شود. زیستگاه طبیعی آن جنگل‌های جلگه‌ای نمناک نیمه‌گرمسیری یا گرمسیری است.